# 阎文清
阎文清（1967年—），河北唐山市人，中国国家象棋大师。曾在1985年、1997年和1998年帮助河北队获得全国赛的团体冠军。在1999年举办的第六届世界象棋锦标赛上，获得团体赛冠军以及个人赛亚军。
阎文清的妻子是象棋女子特级大师、世界冠军胡明。